# Giovanni Domenico Tiepolo
Giovanni Domenico Tiepolo (Veneza, 30 de agosto de 1727 – Veneza, 3 de março de 1804) foi um pintor natural de Mirano, Veneza. Era filho do artista Giovanni Battista Tiepolo e irmão mais velho de Lorenzo Baldissera Tiepolo.

## Vida
Domenico nasceu em Veneza, estudou com seu pai e, aos 13 anos, era o principal assistente do Tiepolo mais velho. EFoi um dos muitos assistentes, incluindo seu irmão Lorenzo, que transferiu os desenhos de seu pai (muitas vezes executados em esboços a óleo). Aos 20 anos, ele estava produzindo seu próprio trabalho para comissários.
Ajudou seu pai em Würzburg 1751-53, decorando o famoso afresco da escada, em Vicenza na Villa Valmarana "Ai Nani" em 1757, e em Madrid no palácio de Carlos III de 1762-70.

## Trabalhos
O seu estilo de pintura desenvolveu-se após a morte do pai em 1770, altura em que regressou a Veneza, onde trabalhou também em Génova e Pádua. Sua pintura, embora mantendo a influência decorativa de seu pai, saiu de sua fantasia espacial e passou a tomar um rumo mais realista. Seus retratos e cenas da vida em Veneza são caracterizados por movimento, cor e composição deliberada.
Após um lapso de 15 anos, seu trabalho evoluiu dos temas religiosos e mitológicos de seu pai para um estilo mais secular. Ele produziu 104 esquetes de Punchinello, o personagem padrão da commedia dell'arte, um palhaço fisicamente deformado. Eles foram criados como 'Entretenimento para as Crianças' e tentavam zombar das pretensões e do comportamento do espectador.

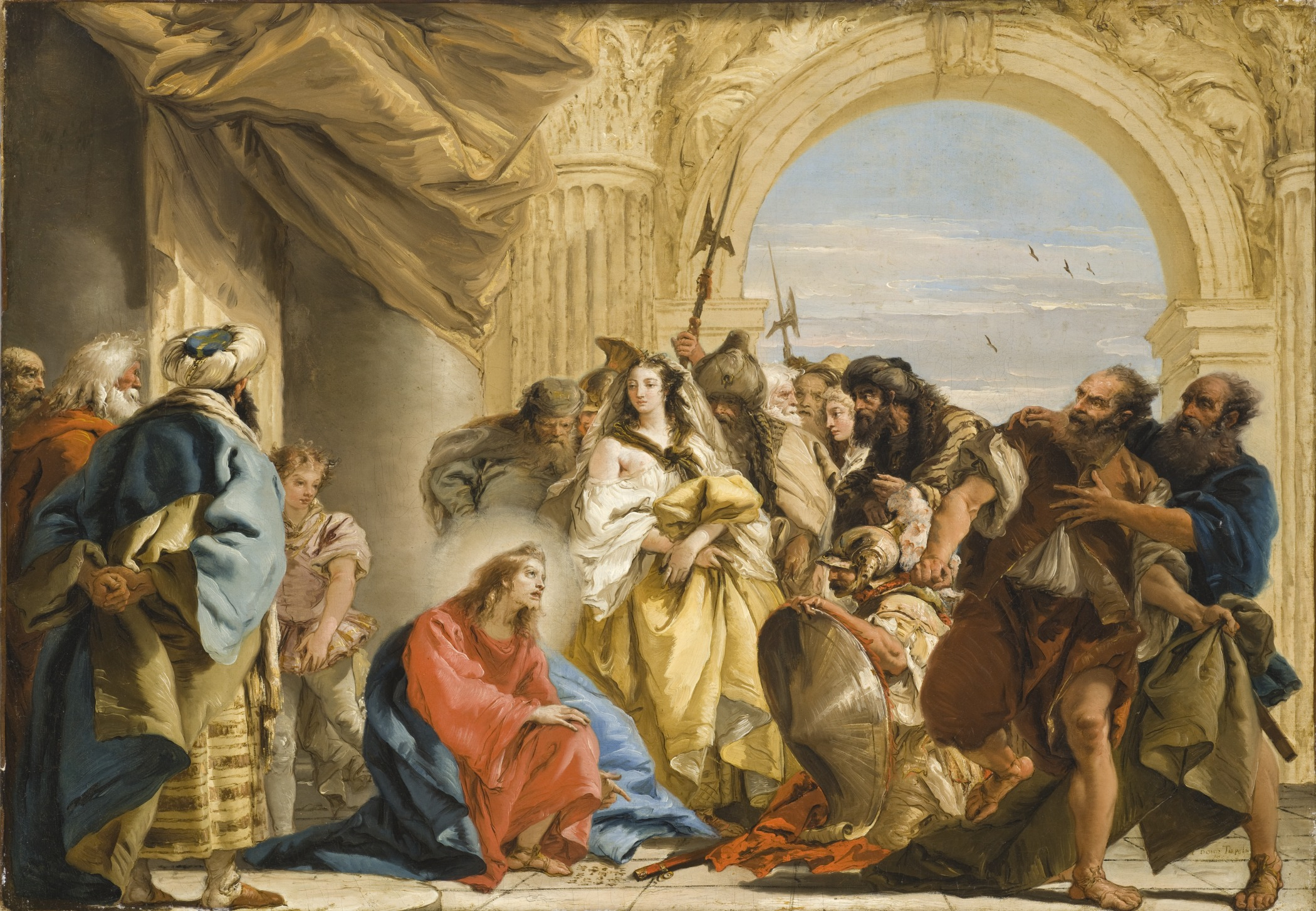
Cristo e a Mulher Apanhada em Adultério, 1752, 28,6 ″ (72,7 cm) X 41,2 ″ (104,7 cm)

O mesmo protagonista apareceu em afrescos (1759-1797) em sua villa di Zianigo perto de Mirano. Esses afrescos foram destacados e quase vendidos para serem negociados novamente na França, mas o então Ministro da Educação Pública bloqueou a exportação e os adquiriu para a cidade de Veneza. Desde 1936, eles estão em exibição, quase uma réplica do arranjo original, no Museu Ca' Rezzonico no Grande Canal. Os afrescos foram recentemente restaurados. As cenas retratam frequentemente eventos enigmáticos, parte gênero e parte farsa épica, de multidões de Pulcinelos brincando e trabalhando, bem como uma cena de carnaval. O gênero temático e humor são notavelmente diferentes das grandes apoteoses épicas pintadas por seu pai.

## Desenhos e gravuras

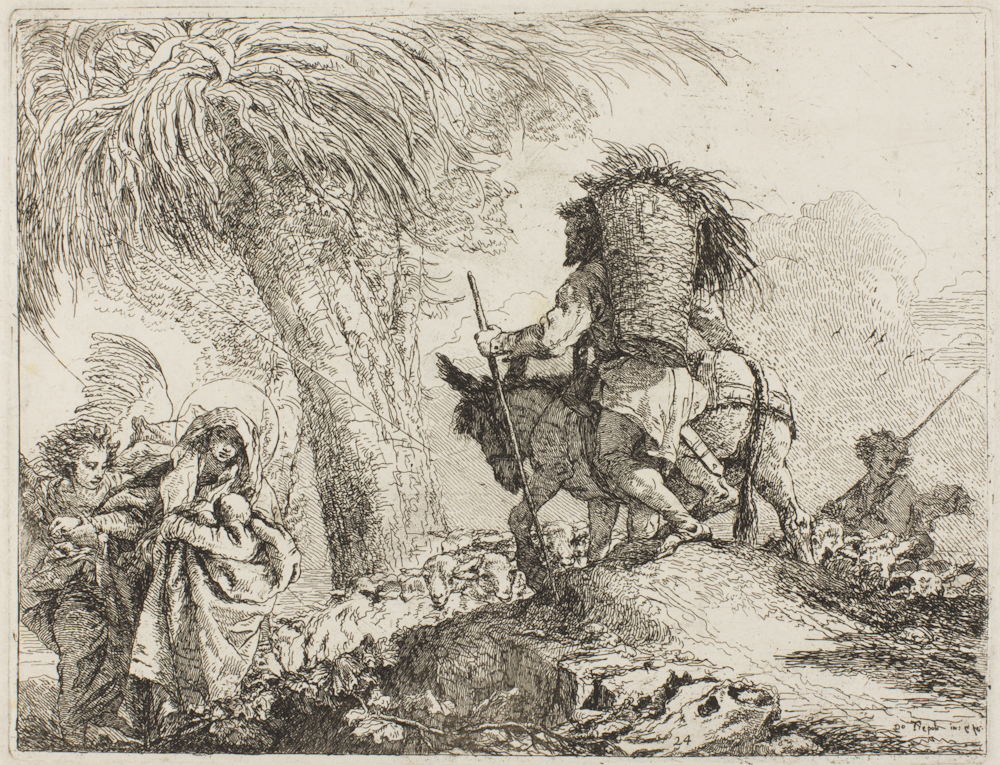
Nº 21 da Idee Pittoresche sulla Fuga em Egitto.

Muitas das obras de Domenico são desenhos a jato de tinta, e ele era um bom desenhista, embora mais fraco que seu pai. Seu esboço de Santo Ambrósio endereçando-se ao jovem Santo Agostinho é típico das encomendas que ele receberia. Santo Ambrósio, com o báculo e a mitra, dirige e dá instrução religiosa ao imberbe Santo Agostinho. A composição tem a pompa e a grandiosidade da obra do pai, arrumada como se fosse uma mostra teatral. Giovanni Domenico, no entanto, tomou a Veneza do século XVIII como cenário para esse ato do século IV, baseando-se em sua experiência da cidade e em suas muitas obras que descrevem a vida nela.
Domenico também foi um gravador importante em gravura, muitas vezes reproduzindo suas próprias pinturas ou as de seu pai. Mas suas composições originais incluem uma série de vinte e quatro ilustrações da Idee Pittoresche sulla Fuga in Egitto ("Cenas pitorescas da fuga para o Egito") e uma das quatorze estações da cruz.

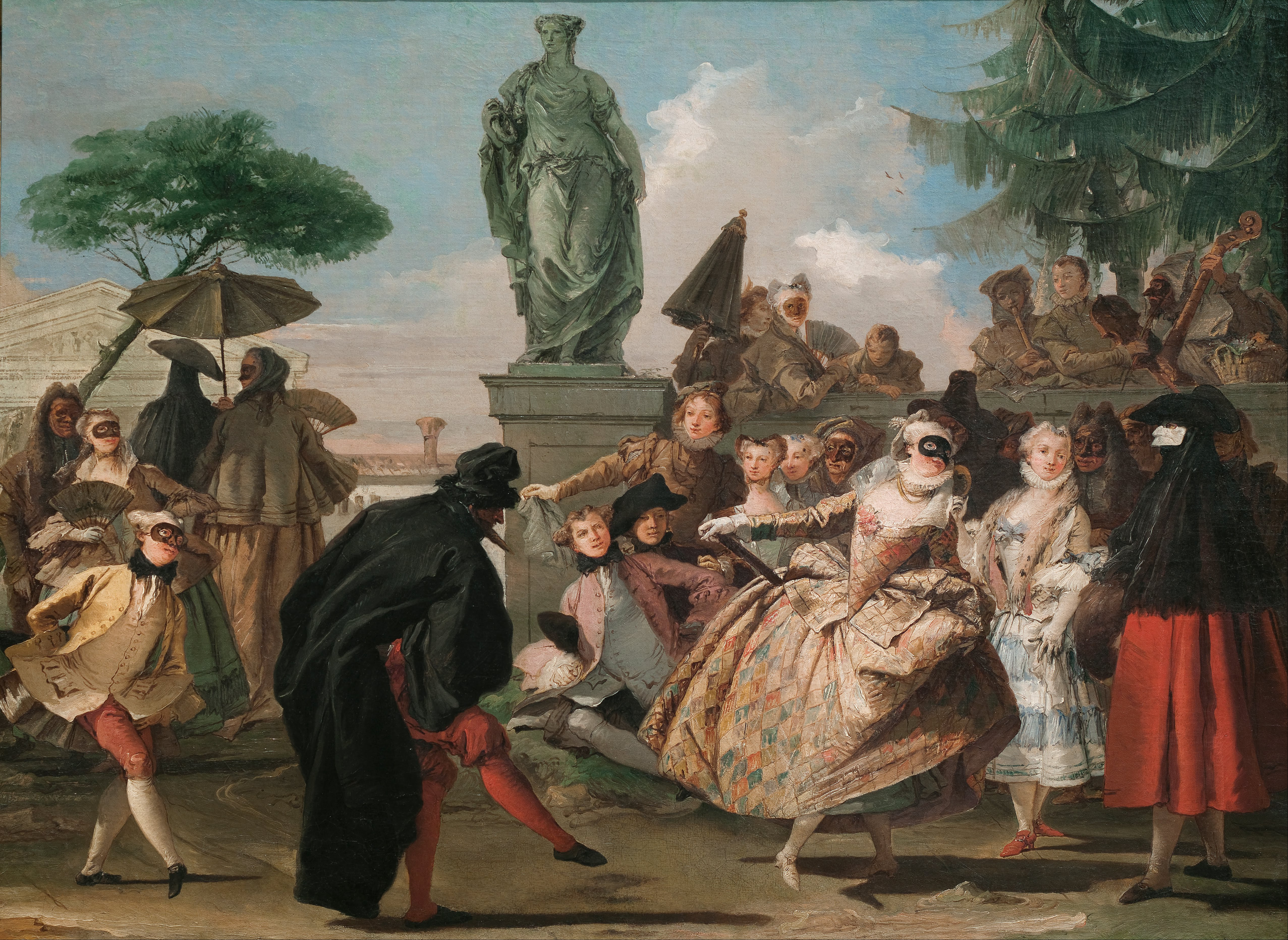
O Minueto, 1756.

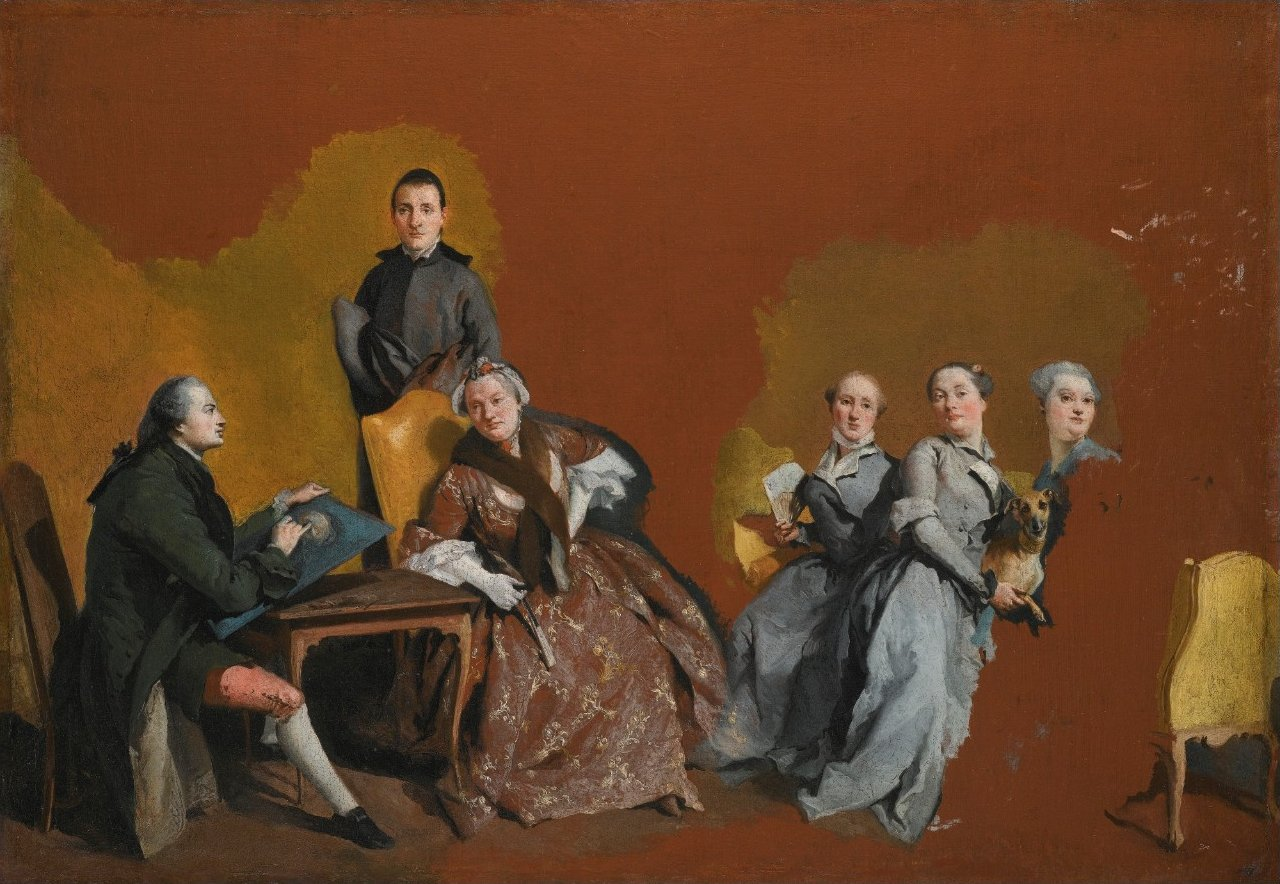
A família do artista, um retrato raro, inacabado.

## Galeria

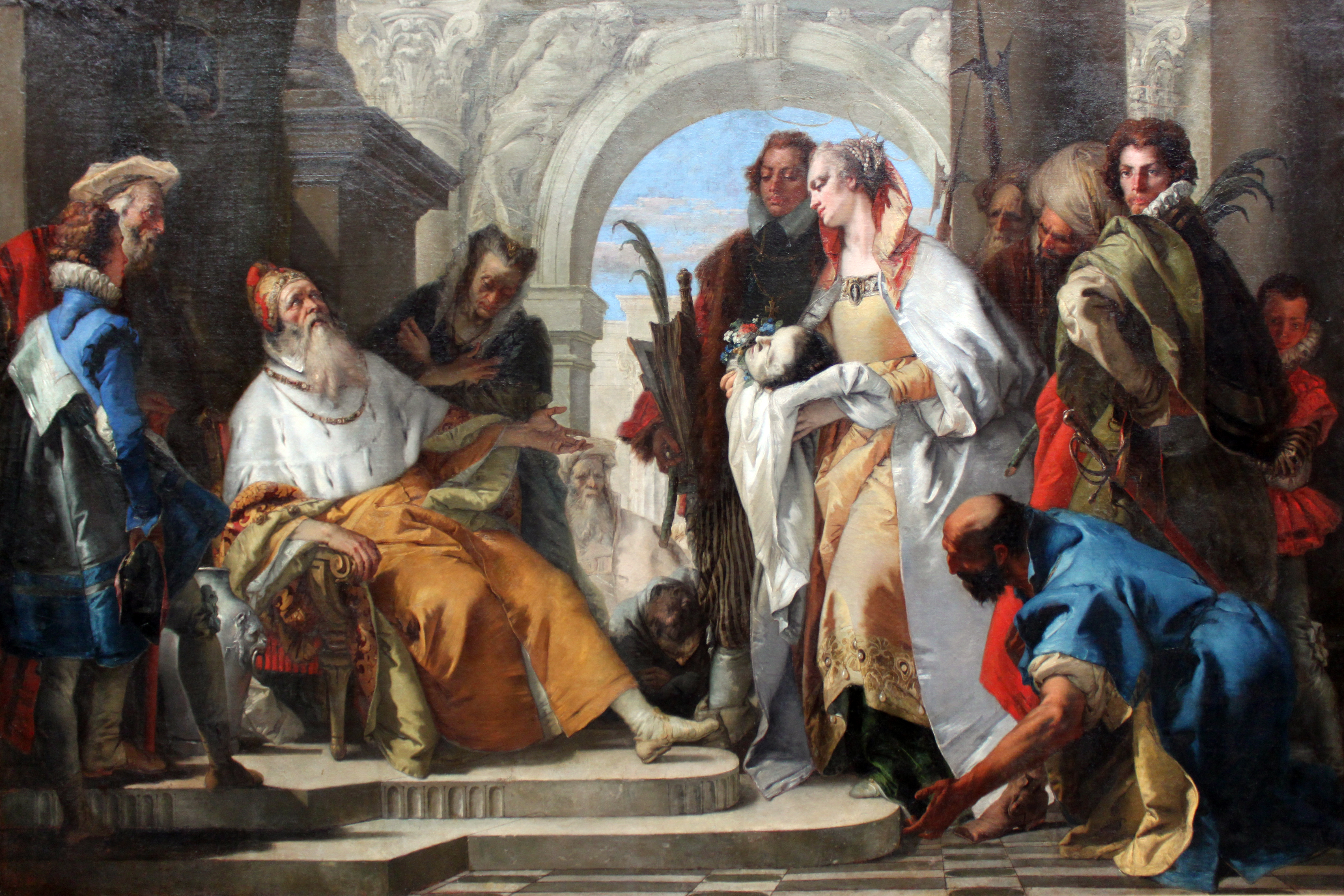
Santos Padroeiros da Família Crotta, 1750, Städelsches Kunstinstitut
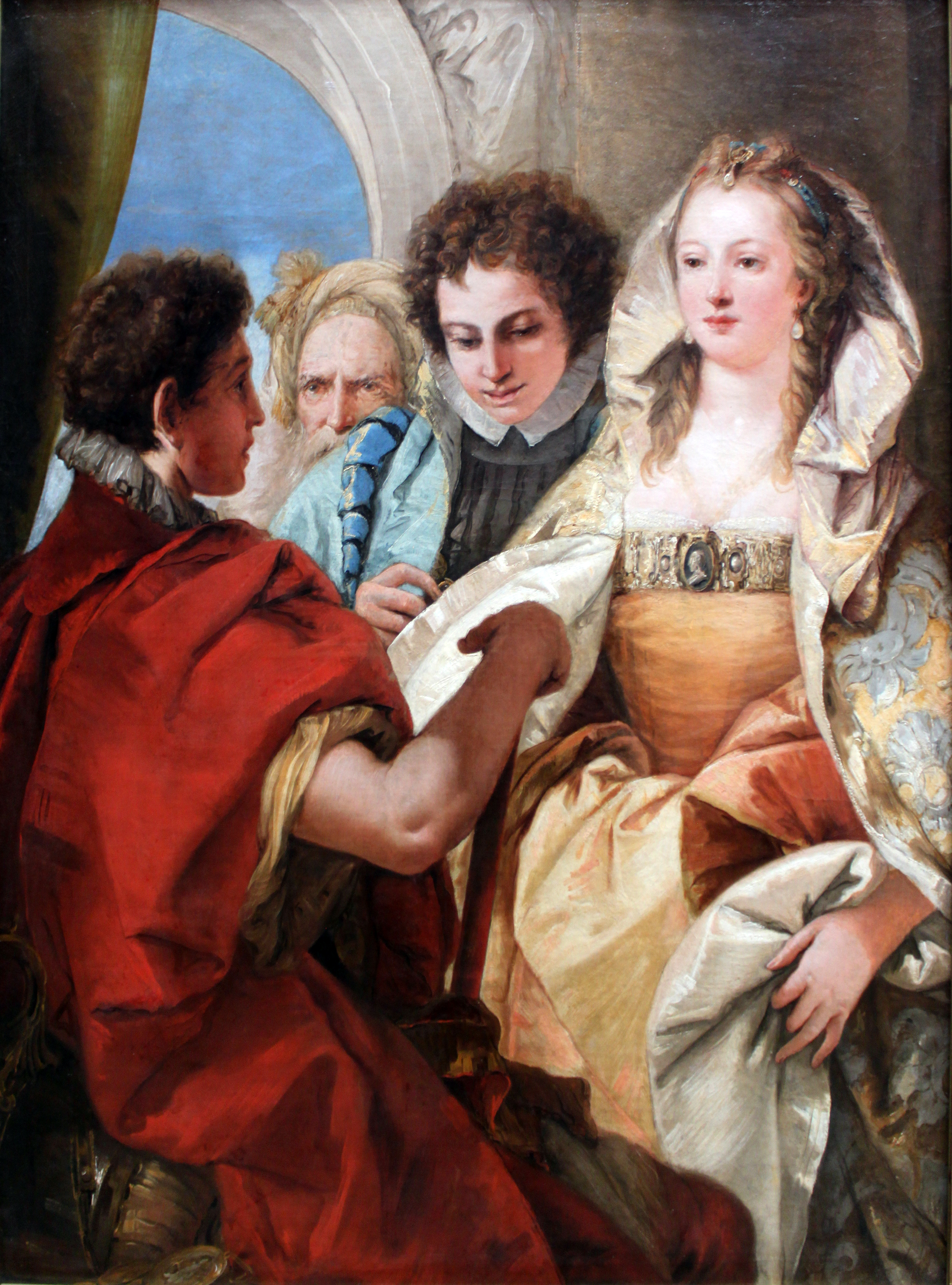
Castidade de Cipião, 1751, Städelsches Kunstinstitut
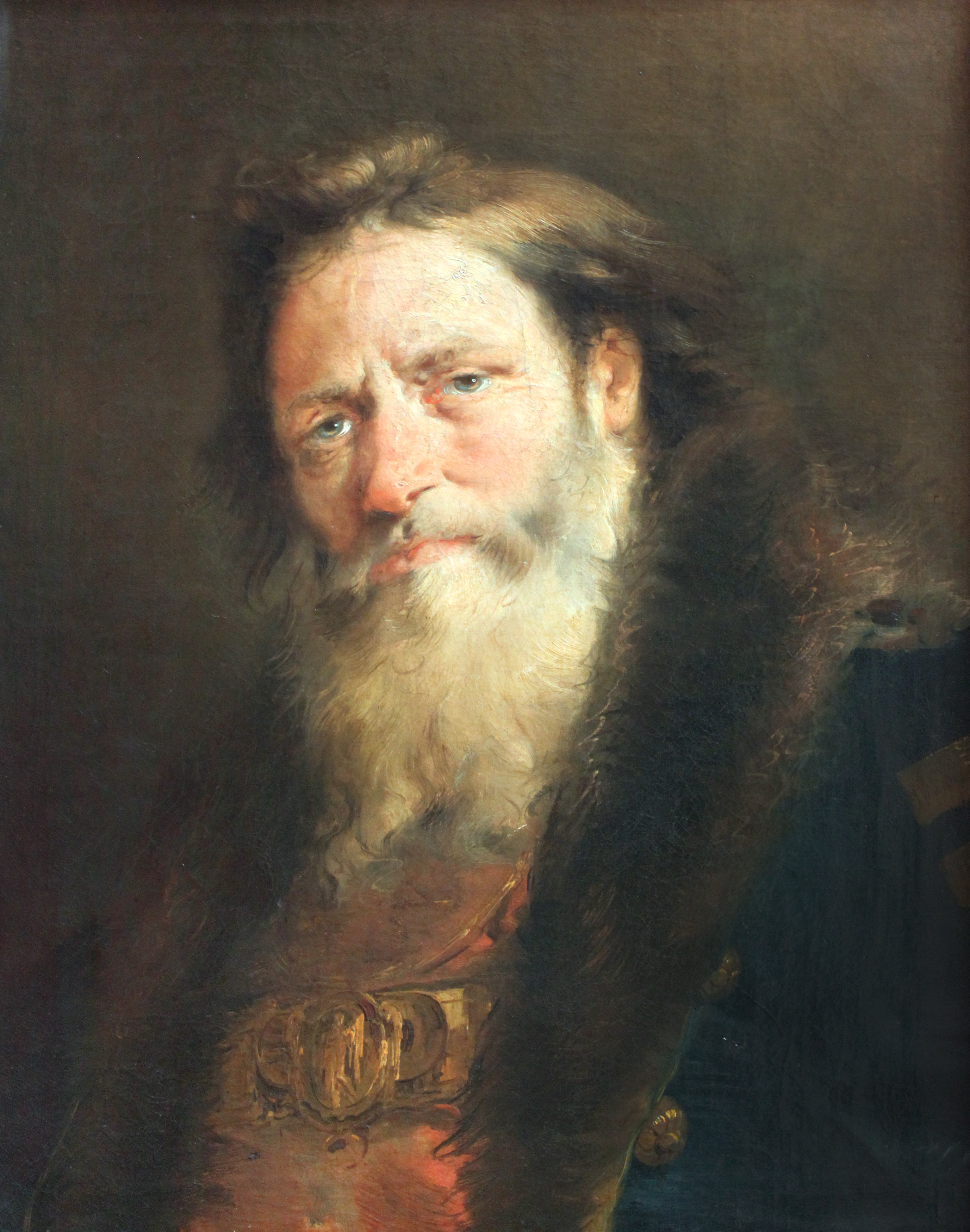
Chefe de estudo de um homem idoso, 1756, Städelsches Kunstinstitut
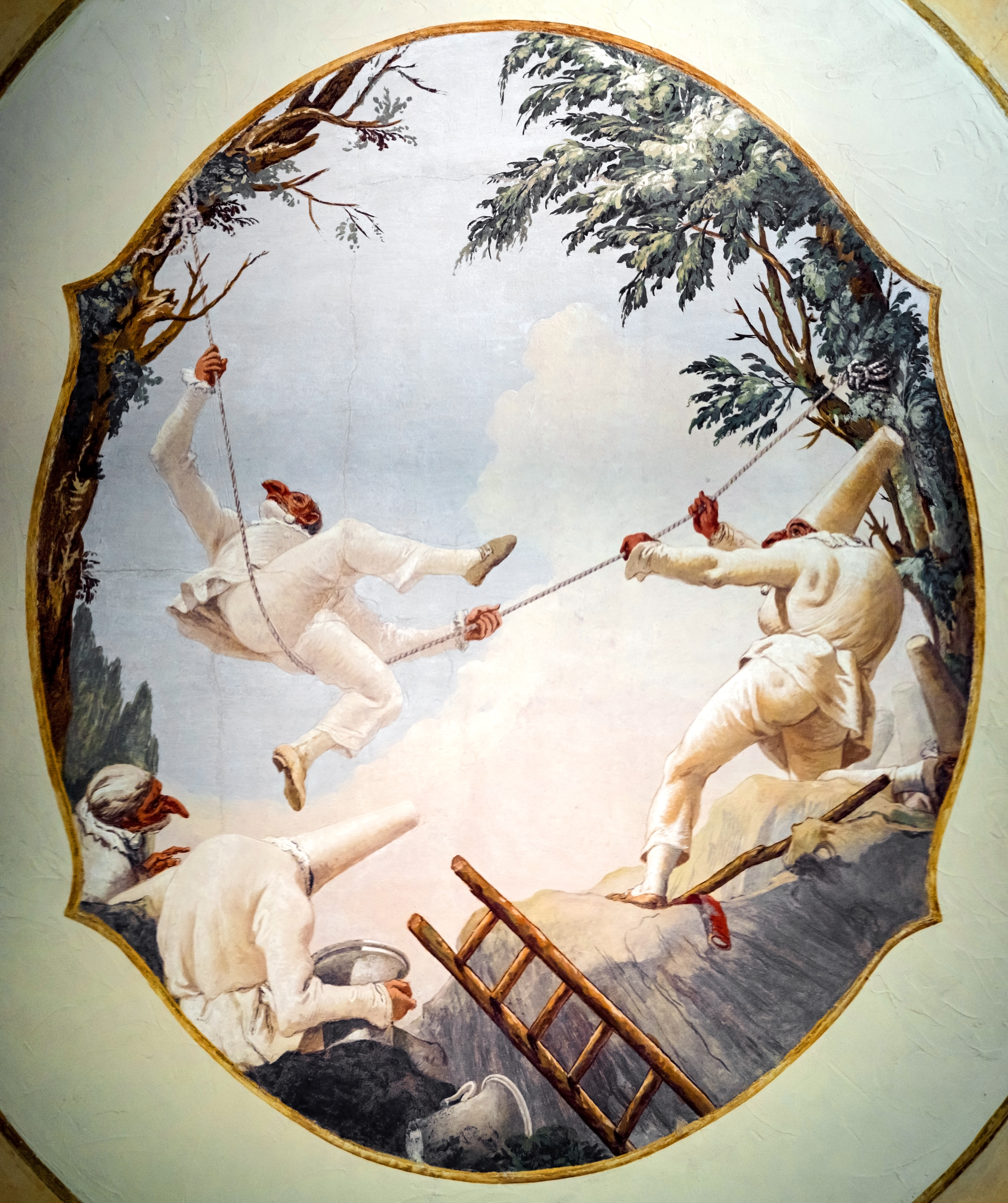
Altalena dei pulcinelli Ca' Rezzonico Veneza
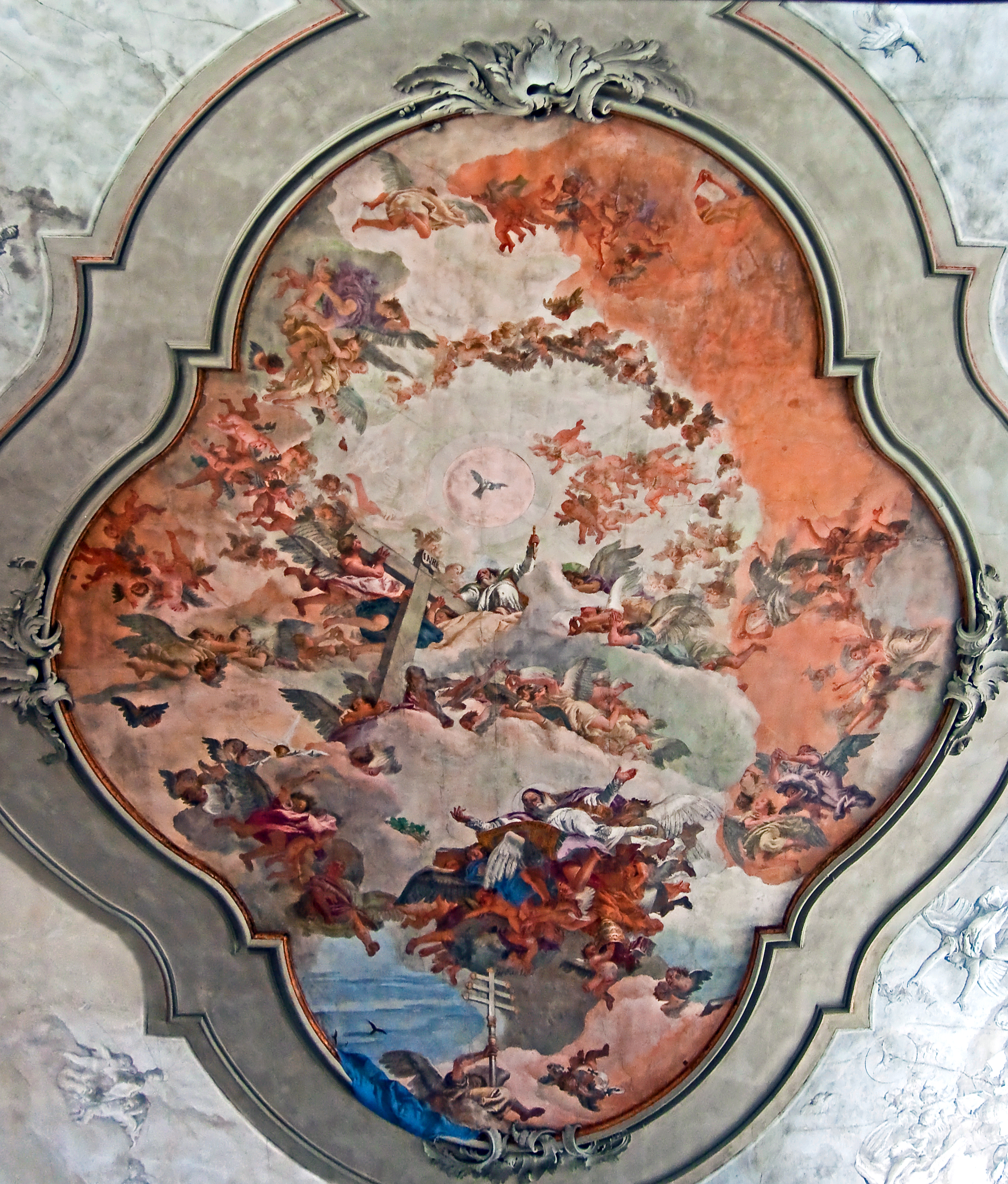
Teto da Igreja de San Lio, em Veneza
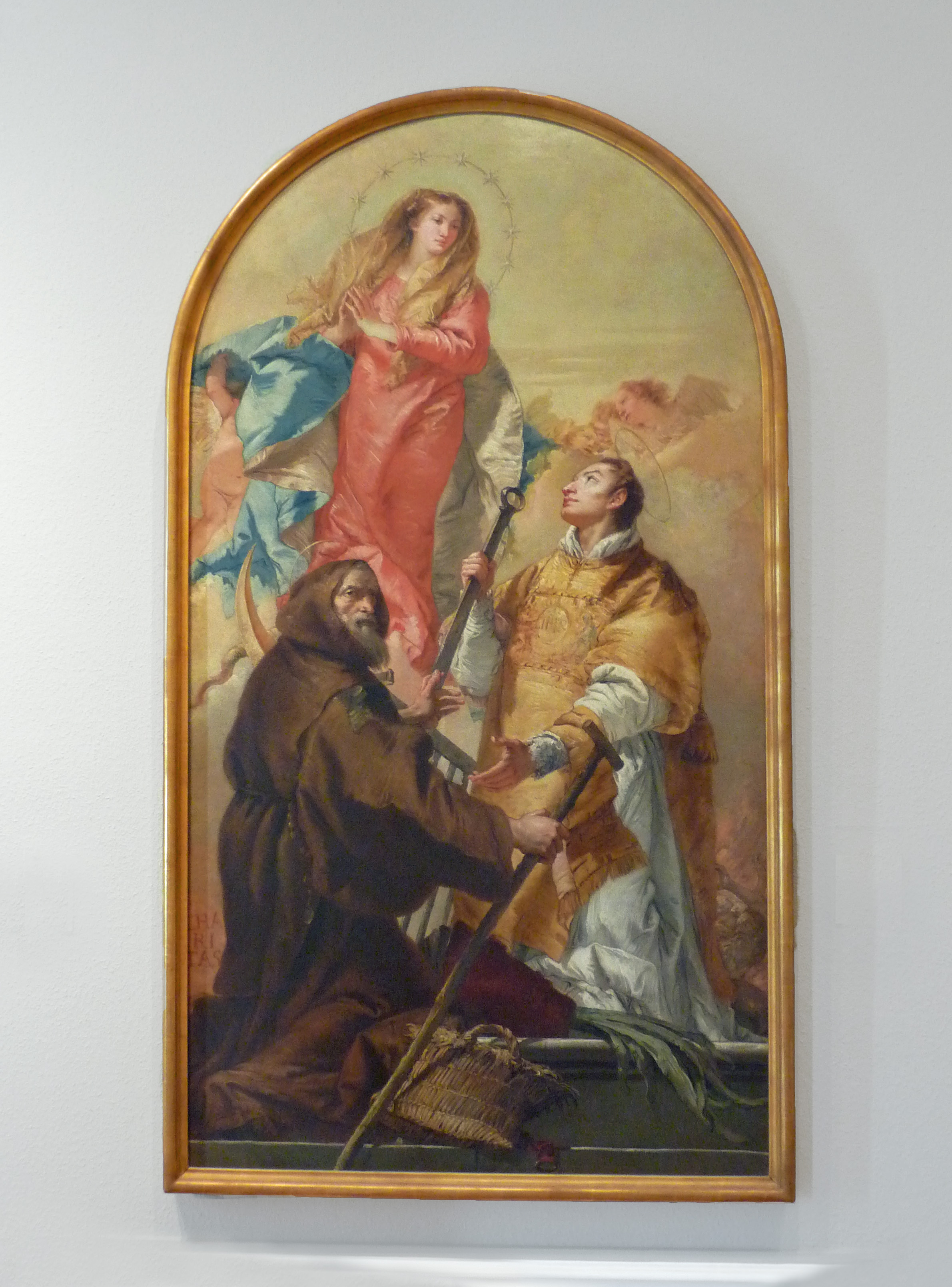
A Imaculada Conceição com São Lourenço e São Francisco de Paola, início da década de 1770 (Musée des Beaux-Arts de Strasbourg)
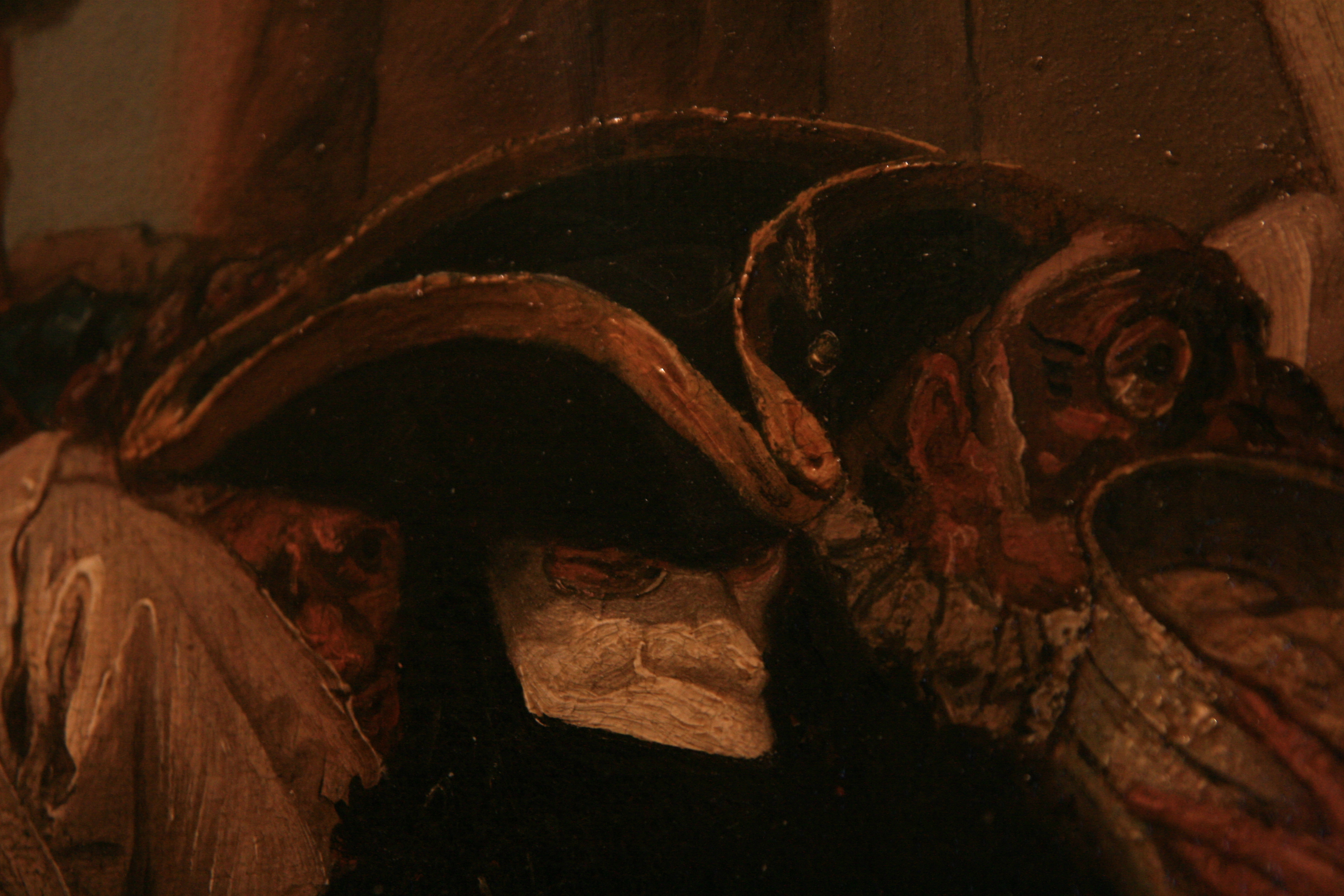
Detalhe: O charlatão ou puxador de dentes, 1754.
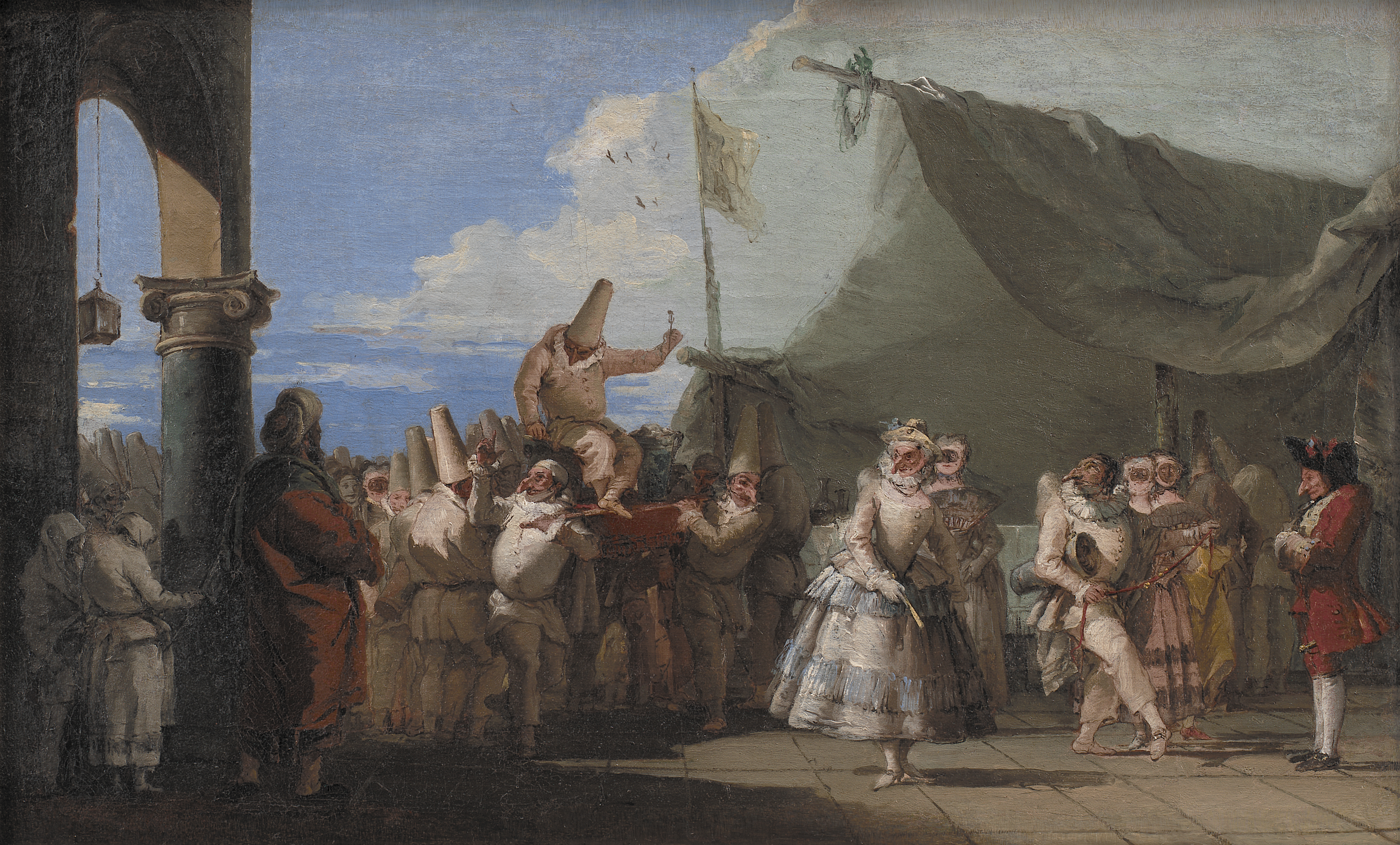
Cena de carnaval: Triunfo de Pulcinela
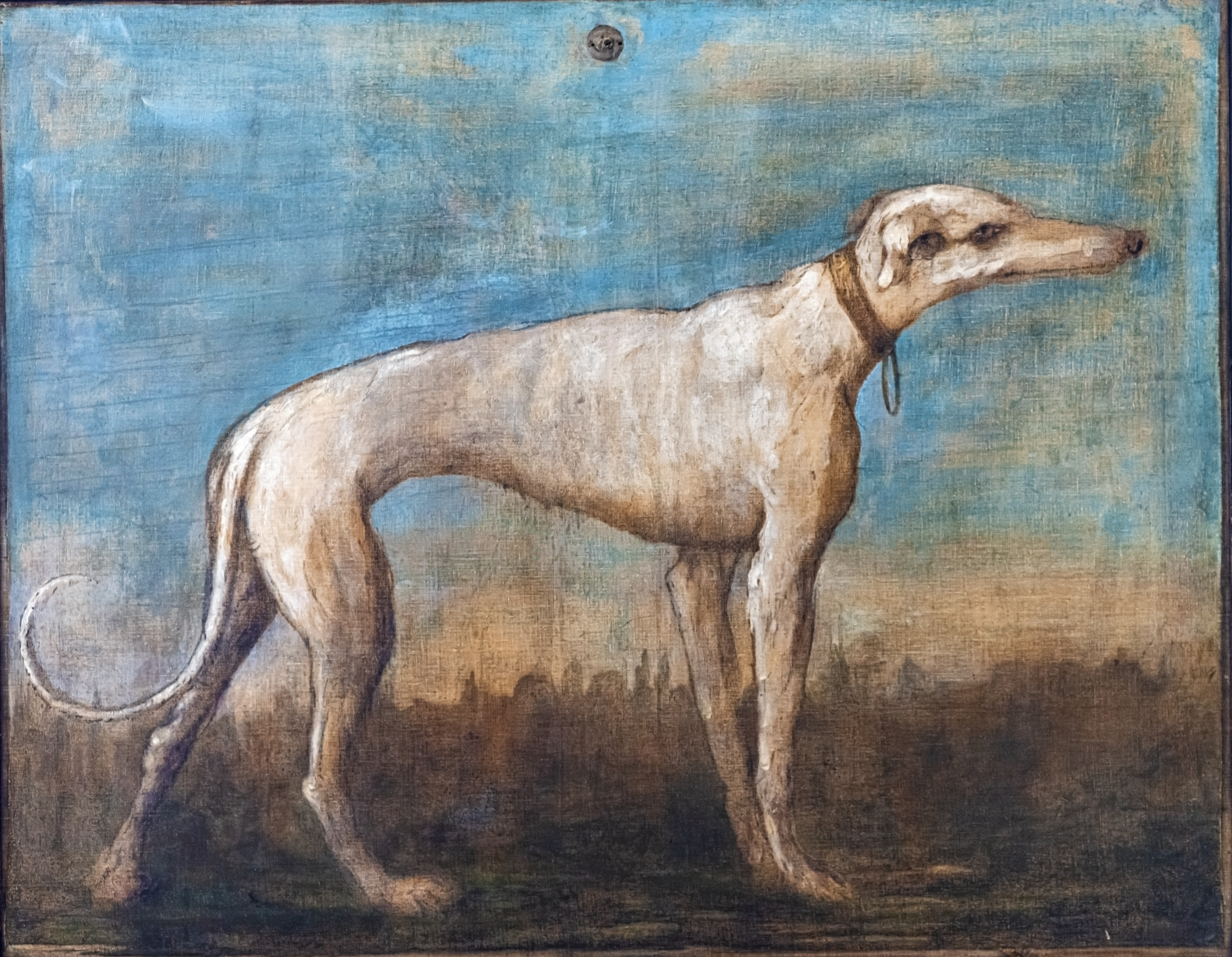
Greyhound, pintado para Villa Tiepolo, Zianigo, agora em Ca 'Rezzonico, Veneza
Página de dedicatória de "Cenas pitorescas da fuga para o Egito